# Alexteroon obstetricans
Alexteroon obstetricans es una especie de anfibios de la familia Hyperoliidae.
Habita en Camerún, Guinea Ecuatorial, Gabón y posiblemente República del Congo.
Su hábitat natural incluye bosques tropicales o subtropicales secos y a baja altitud y ríos.
Está amenazada de extinción por la pérdida de su hábitat natural.